# Habitatge al carrer del Peix, 16 (Santa Maria de Palautordera)
L'Habitatge al carrer del Peix, 16 és una obra de Santa Maria de Palautordera (Vallès Oriental) protegida com a Bé Cultural d'Interès Local.

## Descripció
Casa entre mitgeres amb planta baixa, pis i frontó llis al coronament. Els murs, que són de paredat, estan arrebossats i pintats. A la part baixa trobem la porta d'accés de fusta que és tipus portal. L'obertura és senzilla amb marc en relleu pintat en un to més pujat que el de la façana. La finestra del primer pis és d'obertura senzilla i emmarcada de forma semblant a la porta, però amb sortida a un balcó motllurat amb baranes de ferro treballada i decorada amb aplicacions de roscles. Per sobre de tot això, hi ha una petita motllura que marca la diferència amb el frontó del terrat, que és posterior a la construcció de l'edifici. A la part dreta de la façana hi ha una motllura que intenta emmarcar-la.